# Manuel Beltrán Martínez
Manuel Beltrán Martínez (Jaén, 28 de maig de 1971) és un ciclista espanyol, professional des del 1995. Anomenat Triqui, és conegut per ser un bon escalador que ha treballat com a gregari de Lance Armstrong o Abraham Olano. En el seu palmarès destaca la victòria a la Volta a Catalunya de 1999.
Va donar positiu per EPO al Tour de França de 2008, per la qual cosa l'UCI el va sancionar amb dos anys de suspensió a comptar a partir del moment en què li fou comunicat el positiu, l'estiu de 2008. Com a conseqüència d'aquesta sanció també fou sancionat a indemnitzar el seu darrer equip, el Liquigas, amb 100.000 euros.

## Palmarès
- 1994
  - 1r a la Volta a Lleida
- 1997
  - 1r a la Clàssica als Ports de Guadarrama
- 1999
  -  1r a la Volta a Catalunya i vencedor d'una etapa
- 2007
  - Vencedor d'una etapa a la Volta al País Basc

### Resultats a la Volta a Espanya
- 1998. 13è de la classificació general
- 1999. 7è de la classificació general
- 2001. 19è de la classificació general
- 2002. 9è de la classificació general
- 2003. 6è de la classificació general
- 2004. 13è de la classificació general  Mallor or durant 3 etapes
- 2005. Abandona (13a etapa)
- 2006. 9è de la classificació general
- 2007. 9è de la classificació general

### Resultats al Giro d'Itàlia
- 2006. 22è de la classificació general

### Resultats al Tour de França
- 1997. 14è de la classificació general
- 2000. 11è de la classificació general
- 2003. 14è de la classificació general
- 2004. 46è de la classificació general
- 2005. Abandona per caiguda (12a etapa)
- 2007. 18è de la classificació general
- 2008. Exclòs a la 7a etapa per haver donat positiu per EPO